# Теокріт
Теокріт, також Феокріт (грец. Θεόκριτος) (кінець 4 століття до н. е. — перша половина 3 століття до н. е.) — давньогрецький поет, один з найвидатніших представників літератури раннього еллінізму, молодший сучасник Каллімаха, уродженець Сиракуз. Заснував жанр ідилії, у якій предметом милування стає простота і природність невимогливого побуту. Ідилії Теокріта започаткували європейську традицію «буколічної» літератури.

## Життя
Теокріт народився на Сицилії в Сиракузах або поблизу від них, ймовірно, в останні роки IV ст. до н. е. Його батьки, Праксагор і Філіна, згадані в одній з епіграм, походили з острова Коса, де поет жив у молодості. На Косі Теокріт увійшов до гуртка поетів, куди входили Філет і Асклепіад. Ймовірно, там зав'язалася і його дружба, що тривала все життя, з поетом і лікарем Нікієм. Повернувшись бл. 280 до н. е. на Сицилію, Теокріт марно звернувся по допомогу до тирана Сиракуз Гієрона II. (Зберігся перший твір, ідилія XVI, Харити, або Гієрон, у якому Теокріт просить правителя Сиракуз про прийняття його до двору.) Прихильнішим виявився цар Єгипту Птолемей II Філадельф: з 274 по 270 до н. е. Теокріт користувався в Олександрії його гостинністю.
Очевидно, близько 270 до н. е., була створена ідилія XVII Похвала Птолемею, хвалебний гімн на честь владики, усупереч традиції, складений гекзаметром. Імовірно, на кілька років Теокріт повертався на Кос; можливо, він відвідував Мілет, батьківщину Нікія та інші острови Егейського моря. Розквіт його творчості прийшовся на 275—260 до н. е. Поет жив досить довго, оскільки в ХХХ ідилії він згадує своє сиве волосся, а римський поет Стацій називає його Siculus senex («старий сицилієць»). Відомості про життя витягаються в основному з творів самого Теокріта, оскільки навіть в античності про його життя було відоме небагато.
Буколічна традиція, початок якій поклав Теокріт, зобов'язана його прямому чи опосередкованому впливу. Мосх і Біон розвивали цей жанр грецькою; серед римлян очевидна залежність від Теокріта Вергілія, який цінував «чутливий» бік поезії, від якого ця традиція перейшла до Кальпурнія та Немезіана. З XVI ст. вплив Теокріта посилився, й буколіка користувалася величезною популярністю в Європі. Просвітителі XVIII ст. звеличували Теокріта за його «природність».

## Творчість
Теокріт був дуже плідним поетом. Під його іменем до нас дійшла збірка, що складається з 30 ідилій (коротких, обсягом до 280 рядків поем і віршів, гр. eidylion — «картинка») і близько 25 епіграм. Тільки одна третина творів насправді є буколіками, тобто сільськими елегіями. Значна частина збірника (приблизно чверть) — це твори пізніших наслідувачів. Автентичність епіграм важко піддається оцінці, хоча багато з них цілком гідні Теокріта; з ідилій лише двадцять дві можуть вважатися безумовно справжніми. Список втрачених творів, що включає гімни, героїди, трени, елегії і ямби, свідчить про різнобарвність таланта поета.
Ідилії Теокріта розпадаються на три основні категорії:
1) «буколічні» вірші — тут повно виявляються специфічні особливості творчості Теокріта: фольклорна маска «пастухів» з їхніми лайками, «змаганнями» і піснями дає можливість розгорнути і поезію любовного томління й іронічні замальовки побуту.
2) невеликі поеми на сюжети героїчного епосу, у яких міфологічні фігури зводяться до рівня інтимної поезії («Геракл-дитина», «Весільна піснь на честь Єлени» та ін.), — тут Теокріт стикається з поширеним в елліністичній поезії жанром «малого епосу» («епілію»); світ служить лише стрижнем для описів природи, побутових картинок або чуттєвого ліризму;
3) мімічні сценки, у яких зображуються нижчі прошарки міського населення («Сиракузянки», «Любов Кіпісії», «Чарівниці»);
Головними героями Феокріта, окрім міфологічних персонажів, є представники різних, зазвичай середніх і нижчих, верств населення — рибалки, домогосподарки, старі кумасі, пастухи, женці. Тобто його ліричні герої — це маленькі люди, кинуті напризволяще безжальною державною машиною. Де їм знайти тихий притулок і розраду? І Феокріт запрошує їх на вмиротворююче лоно природи, від якої вони давно вже відірвані. Найбільшу його прихильність завойовують пастухи, які стають для поета символом гармонійного єднання людини та природного світу. Феокріт ідеалізує пастухів, ніколи не згадуючи про їхню нелегку працю. Вони зображуються безтурботними й безжурними, їхні улюблені заняття — це неспішна дружня розмова, мрії про кохання і пісні.

### Буколіки
Теокріт відомий насамперед як творець нового літературного жанру — буколіки, пастушої пісні. У цій області він не мав літературних попередників. Зразком Теокріту послужили справжні народні пісні, що їх співали сицилійські пастухи. Літературна традиція могла надати тільки двох міфічних героїв сільської елегії, пастуха Дафніса і Поліфема, закоханого в морську німфу Галатею кіклопа. Буколічні вірші в монологічної та в діалогічній формі зображують як сільське, так і міське життя. Постійний елемент цих драматичних сцен — додаткова пісня, що виконується або одним співаком, або двома співаками поперемінно. Обов'язковими для буколіки елементами є любов і пісні, а формально — пастушачий сюжет. Мотиви, запозиченим з фольклору: змагання співаків, суперництво в співі двох пастухів з нагородою за перемогу. Однак не в кожній буколіці Теокріта ми знаходимо всі ці елементи. До цього найважливішого у творчості Теокріта напрямку належать 12 творів (у тому числі 4 неавтентичних):
- І Тірсіс (Thyrsis e ode) — програмний твір, присвячений смерті Дафніса, міфічного сицилійського пастуха, історія якого була темою одного з незбережених творів Стесіхора;
- ІІІ Пісня пастуха (Komos) — монолог закоханого пастуха з пісенними вставками;
- IV Пастухи (Nomeis) — розмова двох пастухів, легка і непозбавлений гумору;
- V Пастух кіз (Aipolikon kai poimenikon) — твір, що має найбільше народних рис, про сварку двох пастухів-рабів, що переходить у співочий агон;
- VI Пастушачі пісні (Bukoliastai) — змагання в співі двох друзів;
- VII Свято врожаю (Thalysia) — алегорична буколіка, що надала дослідникам простір для домислів. Тут Теокріт розповідає про свою присвяту в поети. Персонажі твору — поети під маскою пастухів. Дія відбувається на Косі, ландшафт відповідає реальній топографії острова.
- VIII та IX з тією самою назвою і схожим характером є пізнішими наслідуваннями;
- X Женці (Ergatinai e theristai) — справжній сільський мім, героями якого є землеробці, яких під час жнив розважають розмови про любов одного з них і спів;
- XI Кіклоп — жартівливий рецепт викликання любові, присвячений лікареві Нікію, являє собою повість про любов кіклопа Поліфема до Галатеї, сюжет, обіграний згодом безліч разів, але не вигаданий Теокрітом, який сам запозичав його з незбереженого дифірамба Філоксена з Кіфери;
- XX Молодий погонич (Bukoliskos) — неавтентичний, це жартівна скарга пастуха, закоханого в міську дівчину, на її нечутливість;
- XXVII Спокушена (Oaristys) — неавтентичний діалог пастуха і пастушки, єдиний твір, де промовляє дівчина.

### Твори на героїчні теми
- XVI Харити, або Гієрон (Charites e Hieron) та XVII Похвала Птолемею (Enkomion eis Ptolemaion) — панегірики на честь правителів. (Приблизна дата створення 275—274 до н. е.)
- XXII Гімн Диоскурам (Dioshumi) та XXVI Вакханки (Lenai e Bakchai) — гімни богам, що значно відрізняються за формою від традиційних гімнів.
- XVIII Епіталама Єлени (Helenes epithalamios), написана з приводу якогось реального весілля.
- XXVIII Веретено (Alakata) — вірш на честь Теугенії, дружини друга Теокріта, лікаря Нікія.
- Три твори, XIII, XXIV, XXV, у тому числі один неавтентичний (XXV) — Гілас, Малий Геракл і Геракл, що убиває Лева — є справжніми олександрійськими епіліями. Усі три зв'язані з образом дорійського героя Геракла.
- Твори XII, а також XXIX, XXX — любовні пісні до юнаків.

### Мімічні сценки
Пасторальні добутки Теокріта, що виникли з добре відомих йому народних сицилійських пісень, залишають, незважаючи на штучну форму, враження сили і свіжості, яких не вистачало всім його послідовникам. Жвавість таких драматичних сцен, як Сиракузянки, або Жінки на святі Адоніса, зобов'язані сицилійський традиції зображувати побутове життя, що проходить від Епіхарма та Софрона.
Ідилії ІІ, XI і XV є міськими мімами:
- ІІ Чаклунство (Pharmakeutriai) — твір олександрійської епохи, орієнтований у першій частині на Софрона, як стверджують схолії, доносить до нас ліричний монолог дівчини, що намагається за допомогою чарівництва приворожити коханого. В другій частині дівчина розповідає богині Селені історію свого кохання.
- XV Сиракузянки (Syrakosiai e Adoniazusai) — інший жіночий мім, являє собою сценку в дусі міміямбів Геронда. Дві олександрійські міщанки, по походженню із Сиракуз, вибираються в місто, щоб подивитися на свято на честь Адоніса. Після розмови між двома подругами, у якому вони обговорюють своїх чоловіків, поет виводить нас на вулиці Олександрії і веде до царського палацу, де в ході свята, заснованого царицею Арсіноєю ІІ, співачка з Аргоса виконує гімн на честь Адоніса.
- Ідилія XI Любов Кініски (Aischinas kai Thyonischos) — це чоловічий мім, у якому один з героїв розповідає іншому про зраду коханої. Друг радить йому вступити до армії Птолемея ІІ і славить прихильність єгипетського царя.

### Епіграми
Епіграми Теокріта розрізняються по змісту. Перші 6 наближаються до буколік, інші являють собою надгробні епіграми і звернення. Епіграми на поетів (наприклад, на Архілоха, Анакреонта, Гіппонакса) написані їхніми власними метрами, інші — елегійним дистихом.

### Мова і стиль
Поезія Теокріта досить проста, доступна навіть для не дуже освіченого читача, хоча і вчений знайшов би там чимало ерудиції і безліч алюзій на відомих авторів. Однак усе це не ускладнює читання.
Майже всі ідилії написані гекзаметром. Використання цього метра в драматичних творах (як буколіки і міми) — одне з нововведень, що любили олександрійські поети. Діалект переважно дорійський і лише в епіліях — іонійский, а в ліричних творах — еолійський.
Теокріт тонко використовував найрізноманітніші літературні прийоми. Легкий невимушений діалог, у якому чітко вимальовувалися характери героїв, змінюється ліричною піснею культового, драматичного, агоністичного чи жартівливого змісту, описи краєвиду — зображенням внутрішнього стану героя тощо. Своєрідність поетичної манери Теокріта полягає у відсутності загалом поширених в античній ліриці й епосі епітетів, серед описів природи переважають лише мирні і тихі картини.

## Переклади українською
- Теокріт. Ідилії. Епіграми. Переклав з давньогрецької Андрій Цісик. — Львів: видавництво «Апріорі», 2020. — 184 с. ISBN 978-617-629-548-8